# Каплан, Михаил Григорьевич
Михаи́л Григо́рьевич Капла́н (затем Серебряко́в; 17 января 1906, Россиены — 4 мая 1987, Ленинград) — советский оператор игрового кино, фронтовой кинооператор в годы Великой Отечественной войны.

## Биография
Родился в Россиенах (ныне — Расейнский район Литвы) в еврейской семье портного-ремесленника. В 1907 году семья перебралась в Санкт-Петербург и вскоре лишилась отца. В 1924 году после окончания десятилетки Моисей поступил на японское отделение факультета восточных языков Ленинградского государственного университета и в том же году перевёлся на операторский факультет Ленинградского фотокинотехникума.
С молодости работал в немом кинематографе на Ленинградской фабрике «Совкино» (впоследствии «Союзкино» и «Ленфильм»). Одна из первых киноэкспедиций оператора — на пик Сталина в 1933 году (кинохроника не сохранилась).
 Позже работал на студии «Рекламфильм» (с 1940 года — Ленинградская киностудия малых форм).
После Великой Отечественной войны снимал на разных киностудиях СССР. Также участвовал в съёмках кинопериодики на ЦСДФ.
Член ВКП(б) с 1946 года, член Союза кинематографистов СССР (Ленинградское отделение) с 1958 года.

### Семья
Сын — Г. М. Серебряков, оператор.

## Фильмография
- 1928 — Ася
- 1928 — Кузня Уть
- 1929 — Каин и Артём
- 1930 — Ветер в лицо / Плавятся дни (совместно с Х. Назарьянцем)
- 1931 — Полдень
- 1933 — Моя Родина
- 1935 — Горячие денёчки
- 1936 — Депутат Балтики
- 1936 — Сын Монголии
- 1939 — Моряки
- 1941 — Приключения Корзинкиной (совместно с С. Шейниным)
- 1948 — Страницы жизни
- 1954 — Сын пастуха
- 1957 — За изобилие продуктов животноводства (спецвыпуск «Новости дня», совместно с А. Казаковым, Я. Местечкиным)
- 1959 — Человек меняет кожу

## Награды
- орден «Знак Почёта» (23 мая 1940) — за особые заслуги в деле развития советской кинематографии[8];
- медаль «За оборону Ленинграда»[2].